# Sporendocladia bactrospora
Sporendocladia bactrospora är en svampart som först beskrevs av W.B. Kendr., och fick sitt nu gällande namn av M.J. Wingf. 1987. Sporendocladia bactrospora ingår i släktet Sporendocladia och familjen Ceratocystidaceae.   Inga underarter finns listade i Catalogue of Life.